# Vladek Sheybal

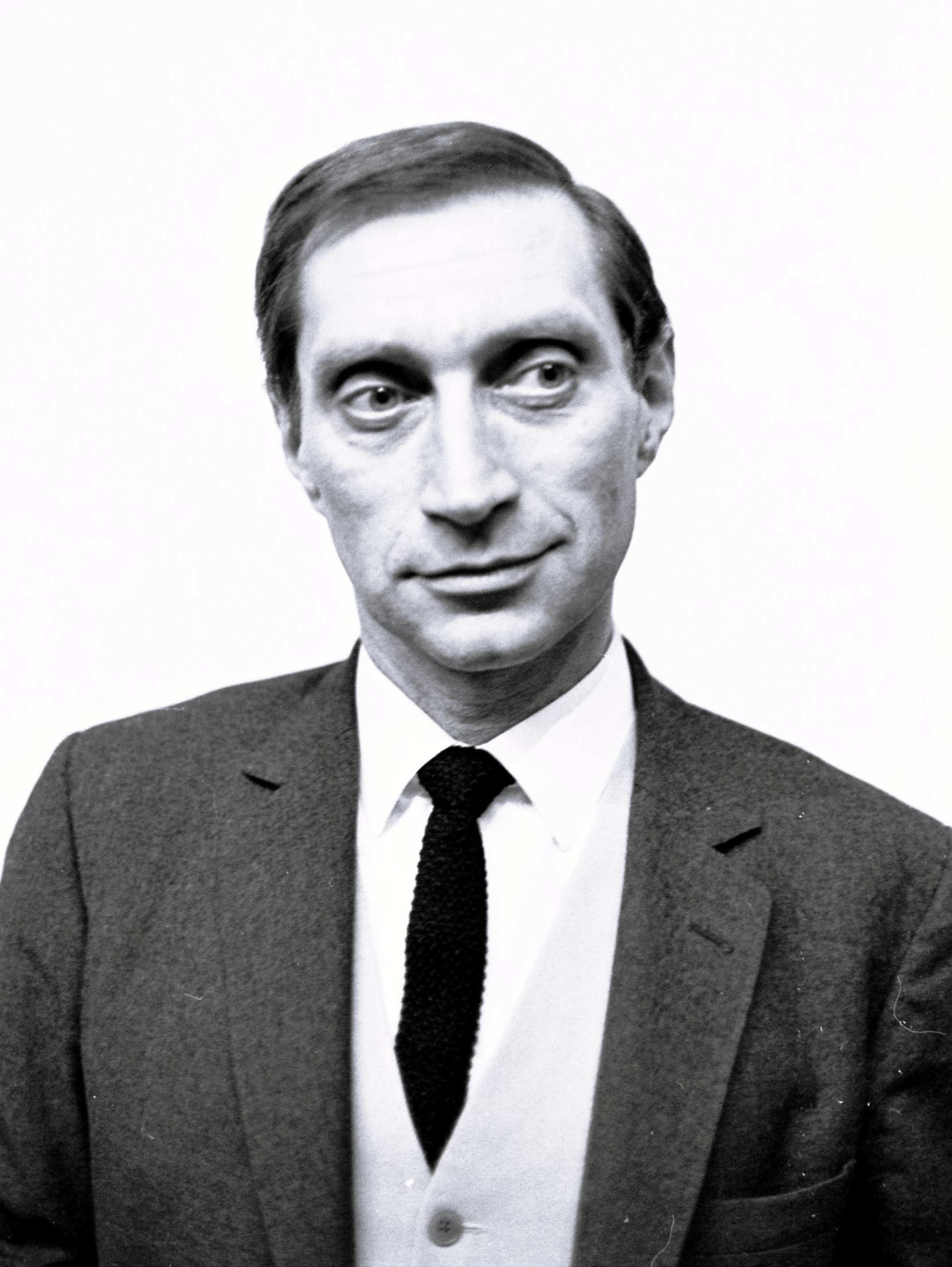
Sheybal, 1965

Vladek Sheybal (* 12. März 1923 in Zgierz als Władysław Sheybal; † 16. Oktober 1992 in London) war ein polnischer Schauspieler. Er war vor allem durch die Rolle des Kronsteen in James Bond 007 – Liebesgrüße aus Moskau bekannt geworden.

## Leben und Karriere
Sein Vater arbeitete an einer Universität. Im Zweiten Weltkrieg schloss sich Sheybal der Widerstandsbewegung an, geriet aber – wie auch Desmond Llewelyn – in deutsche Gefangenschaft. Er entkam und versuchte, seinen Traumberuf Schauspieler zu ergreifen. Begabung und Eifer brachten Sheybal 1951 den Nationalpreis als Darsteller ein. In Polen konnte Schauspielerei aber damals nicht zum Lebensunterhalt ausreichen, und so wanderte Sheybal nach Großbritannien aus, um dort sein Können unter Beweis zu stellen. Die Möglichkeiten schienen grenzenlos, und Sheybal entschloss sich zu seiner zukunftsichernden Fortbildung: Er studierte Filmproduktion und schrieb sich am Merton College in Oxford ein. Als ihm die Arbeitserlaubnis als Schauspieler entzogen wurde, brach für den Mimen eine Welt zusammen. Später erhielt der Pole wegen seiner hervorragenden Vorbildung dann die Möglichkeit, als Regisseur fürs britische Fernsehen zu arbeiten.
Als Experte auf dem Gebiet der Schauspielerei stieg er zum Lehrer für Schauspiel an der Royal Academy of Dramatic Art auf. Sean Connery lernte er schon vor der filmischen Zusammenarbeit kennen. Connerys Ehefrau Diane Cilento kannte beide und durch sie wurden die Männer gute Freunde. Als die Figur Kronsteen in Liebesgrüße aus Moskau besetzt werden sollte, schlug der 007-Darsteller Sheybal vor. Terence Young war vom ausdrucksvollen Mienenspiel des Darstellers so überzeugt, dass er die Besetzung mit ihm sofort festlegte. Im Verlauf der Dreharbeiten gab es zwischen Sheybal und Harry Saltzman heftige Auseinandersetzungen, wie die Schurkenrolle zu spielen sei. Young jedoch stand nach wie vor zu seiner „Entdeckung“, und so wurden die Szenen, auf die Saltzman im Vergleich zu Young wenig Einfluss hatte, schnell abgedreht. Saltzman schwor, Sheybal nie wieder zu verpflichten, rückte später jedoch wieder davon ab, und so spielte der Ex-Kronsteen in dem Spionagefilm Das Milliarden-Dollar-Gehirn mit, der ebenfalls von Saltzman produziert wurde. Sheybal spielte auch in der Bond-Parodie Casino Royale mit. Im Jahre 1975 spielte Sheybal Sean Connerys Bruder in dem Film Der Wind und der Löwe. Bei Bond-Events war Sheybal immer gern gesehen. Eine weitere ausdrucksstarke Schurkenrolle war die des Kapitän Ferreira in der Fernsehserie Shogun von 1980.
Als Seriendarsteller ging Vladek Sheybal ein weiteres Mal in die Filmgeschichte ein: in der britischen Science-Fiction-Serie UFO spielte er 1969 und 1970 in zehn von 26 Folgen sowie in einem UFO-Spielfilm den eher undurchsichtigen, aber stets loyalen, vorsichtigen und hervorragenden Arzt und Psychiater Dr. Doug Jackson.
Vladek Sheybal starb 1992 im Alter von 69 Jahren an inneren Blutungen aufgrund eines Magengeschwürs.

## Filmografie (Auswahl)
- 1957: Der Kanal (Kanal)
- 1957: Drei Frauen (Trzy kobiety)

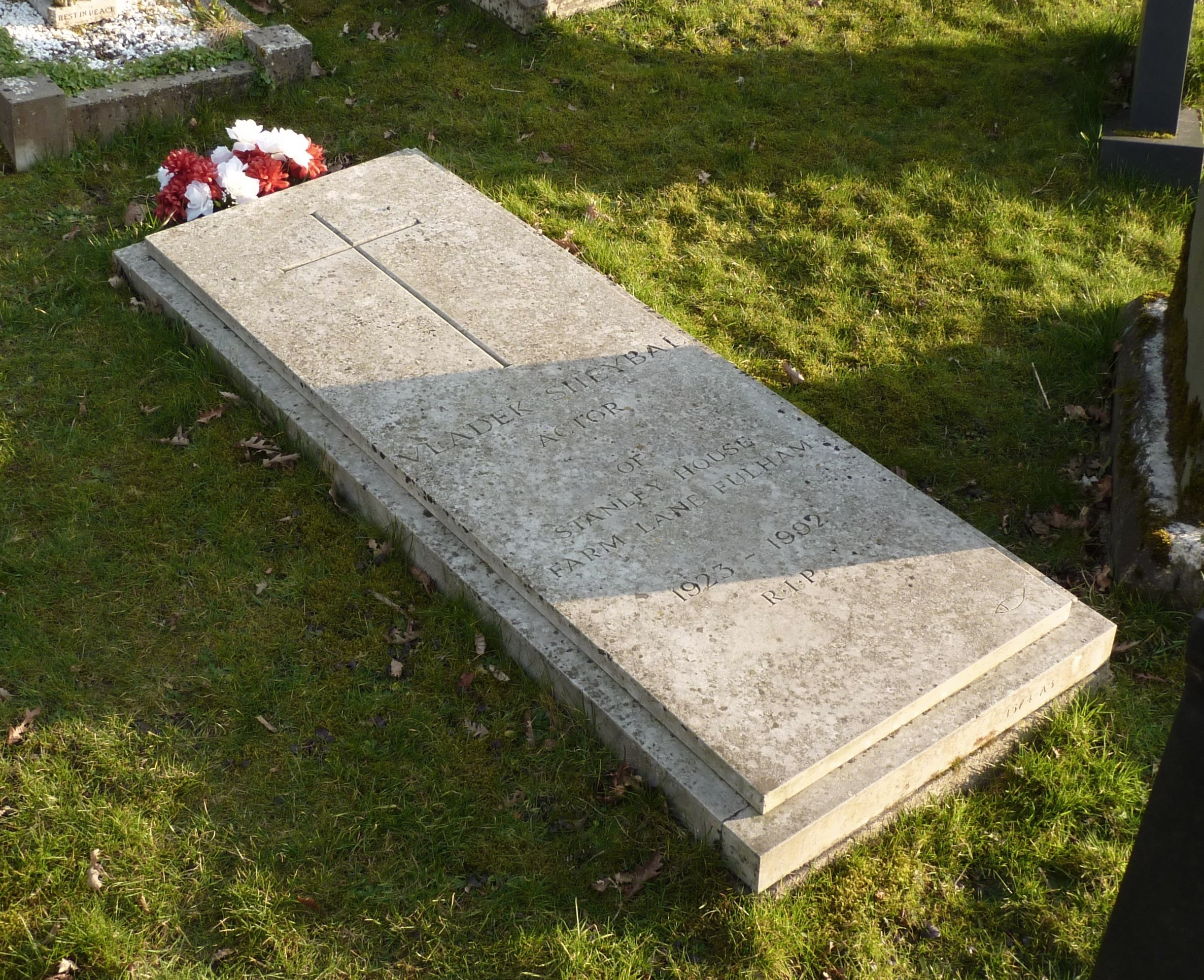
Das Grab des Schauspielers Vladek Sheybal auf dem Putney Vale Cemetery in London

- 1963: James Bond 007 – Liebesgrüße aus Moskau (From Russia with Love)
- 1965: Eine Tür fällt zu (Return from the Ashes)
- 1966: Simon Templar (The Saint; Fernsehserie, 1 Episode)
- 1967: Casino Royale (Casino Royale)
- 1967: Das Milliarden-Dollar-Gehirn (Billion Dollar Brain)
- 1968: Die Todesfalle (Deadfall)
- 1969: Moskito-Bomber greifen an (Mosquito Squadron)
- 1969: Unfall im Weltraum (Doppelgänger)
- 1969: Liebende Frauen (Women in Love)
- 1969: Callan (Fernsehserie, 1 Folge)
- 1970: Leo, der Letzte (Leo the Last)
- 1970–1971: UFO (Fernsehserie, 10 Folgen)
- 1971: Das vergessene Tal (The Last Valley)
- 1971: Die Ratten von Amsterdam (Puppet on a Chain)
- 1971: Boyfriend (Ihr Liebhaber) (The Boy Friend)
- 1971: Wer zuletzt lebt, lebt am besten (Innocent Bystanders)
- 1972: Kein Pardon für Schutzengel (The Protectors; Fernsehserie, 1 Folge)
- 1973: Scorpio, der Killer (Scorpio)
- 1974: 80.000 Meilen durch den Weltraum (Invasion: UFO)
- 1974: Das Chaos-Duo (S*P*Y*S)
- 1975: Der Wind und der Löwe (The Wind and the Lion)
- 1976: Hamlet
- 1976: Bordella
- 1976: Von allen Hunden gehetzt (The Sell Out)
- 1976: Mit Schirm, Charme und Melone (The New Avengers ; Fernsehserie, 1 Folge)
- 1977: Gullivers Reisen (Gulliver's Travels)
- 1979: Lawinenexpress (Avalanche Express)
- 1979: Tödliche Botschaft (The Lady Vanishes)
- 1980: Shogun (Fernseh-Miniserie)
- 1980: Star Rock (The Apple)
- 1982: Agent in eigener Sache (Smiley's People) (Fernseh-Miniserie)
- 1982: Feuer und Schwert – Die Legende von Tristan und Isolde
- 1983: Agenten sterben zweimal (The Jigsaw Man)
- 1984: Die Himmelsmaschine (Where Is Parsifal?)
- 1984: Memed, mein Falke (Memed My Hawk)
- 1984: Die rote Flut (Red Dawn)
- 1986: Lord Mountbatten: The Last Viceroy (Fernseh-Miniserie)
- 1989: Charles Heidsieck – Ein Leben, berauschend wie Champagner (Champagne Charlie)
- 1990: After Midnight
- 1990: Liebesroulette (Strike It Rich)
- 1992: The Bill (Fernsehserie, 1 Folge)